# 6870 Pauldavies
6870 Pauldavies eller 1992 OG är en asteroid i huvudbältet som upptäcktes den 28 juli 1992 av den australiensiske astronomen Robert H. McNaught vid Siding Spring-observatoriet. Den är uppkallad efter Paul W. Davies.
Asteroiden har en diameter på ungefär 2 kilometer och den tillhör asteroidgruppen Hungaria.